# 劉烜 (成化進士)
劉煊（1435年—？），字用光，江西饒州府安仁縣人，明朝政治人物。進士出身。

## 生平
江西鄉試第六十七名。成化二年（1466年）丙戌科會試第三百二十四名，殿試登進士第三甲第一名。

## 家族
曾祖劉伯豐，曾任。祖父劉企源，曾任。父亲劉九萬，曾任。